# Alenka
Alenka ist ein weiblicher slowenischer Vorname, als Namensform von Jelena/Helena oder Magdalena.

## Bekannte Namensträgerinnen
- Alenka Bikar (* 1974), slowenische Politikerin
- Alenka Bratušek (* 1970), slowenische Politikerin
- Alenka Čebašek (* 1989), slowenische Skilangläuferin
- Alenka Dovžan (* 1976), slowenische Skirennläuferin
- Alenka Ermenc (* 1963), slowenische Generalmajorin
- Alenka Gotar (* 1977), slowenische Sopranistin
- Alenka Kürner (* 1986), slowenische Skirennläuferin
- Alenka Zupančič (* 1966), slowenische Philosophin